# Kemopetrol
I Kemopetrol sono un gruppo musicale finlandese di Helsinki. Il nome deriva dalla squadra ceca di hockey su ghiaccio Chemopetrol Litvinov.
I membri attuali dei Kemopetrol sono la cantante Laura Närhi, il batterista Teemu Nordman, il chitarrista Marko Soukka e il tastierista Kalle Koivisto, che è anche il compositore principale delle canzoni. Lauri Hämäläinen è subentrato al bassista originale Kari Myöhänen, che ha lasciato la band nel luglio del 2003. Tutte le canzoni dei Kemopetrol sono scritte in inglese.
Il primo singolo dei Kemopetrol, Child Is My Name, fu pubblicato alla fine del 1999 ed ebbe immediatamente grande successo. Nel 2000 venne rilasciato il loro primo album, Slowed Down. L’album contiene una mistura di generi musicali, quali rock, jazz e musica elettronica.
Nel 2001, Slowed Down fu pubblicato in una versione con due CD: uno identico al primo rilascio e l’altro contenente remix e performance live.
Nel marzo del 2002 venne pubblicato il singolo Saw It on TV, che anticipò di due mesi l’uscita del loro secondo album, Everything’s Fine. Questo album presenta un sound più vicino al mainstream.
Nel 2004 furono pubblicati il singolo My Superstar e l’album Play for Me. A causa della partenza di Kari Myöhänen nel luglio dell’anno precedente, il basso in questo album è suonato dal produttore della band, Kalle Chydenius. In seguito, Lauri Hämäläinen divenne il bassista ufficiale nell’estate dello stesso anno, in occasione dell’inizio del tour estivo.
Il 29 marzo 2006 è uscito il quarto album della band chiamato Teleport. Dall’album è stato estratto, all’inizio dello stesso mese, il singolo Planet. L’album presenta influenze disco degli anni ’80, con un uso prominente di sintetizzatori.
Nel 2008, i Kemopetrol hanno partecipato alla compilation tributo Melkein vieraissa per il gruppo Leevi and the Leavings con la canzone En tahdo sinua enää.
Dopo una pausa, i Kemopetrol hanno iniziato a lavorare al loro quinto album nel 2008. Le registrazioni sono state temporaneamente sospese nel 2010 a causa della carriera solista di Laura Närhi. L’album, intitolato A Song & A Reason, è stato infine pubblicato il 21 settembre 2011. Questo disco ha segnato il ritorno della band con un sound più raffinato.
Dal 2020, i Kemopetrol sono tornati ad esibirsi con concerti speciali per celebrare il 20º anniversario di Slowed Down, eseguendo l’intero album dal vivo, oltre a brani selezionati dagli altri dischi. La band è attualmente impegnata nella produzione del loro sesto album in studio, da cui sono già stati estratti tre singoli.
I Kemopetrol hanno pubblicato il loro sesto album in studio, Engine, il 24 gennaio 2025. Questo album segna un nuovo capitolo per la band e ha generato grande entusiasmo tra i fan grazie ai singoli rilasciati in precedenza.

## Album
- Slowed Down (2000)
- Slowed Down — Special 2CD Edition (2001)
- Everything's Fine (2002)
- Play For Me (2004)
- Teleport (2006)
- A Song & A Reason (2011)
- Engine (2025)

## Singoli
- Child Is My Name (1999)
- Tomorrow (2000)
- African Air (2000)
- Disbelief (2000)
- Saw It on TV (2002)
- Goodbye (2002)
- My Superstar (2004)
- Planet (2006)
- Already Home (2006)
- Overweight & Underage (2006)
- Changing Lanes (2011)
- I Can See Across the World! (2023)
- Are You Coming Home? (2024)
- Something’s Got to Change (2024)